# 香川県道140号富田西鴨庄線
香川県道140号富田西鴨庄線（かがわけんどう140ごう とみだにしかもしょうせん）は、香川県さぬき市を通る一般県道である。

## 概要

### 路線データ
- 起点：さぬき市大川町富田西（田辺池南交差点、香川県道10号高松長尾大内線交点）
- 終点：さぬき市鴨庄（国道11号交点）
- 総延長：9.574 km

## 路線状況

### 重複区間
- 香川県道141号石田東志度線（さぬき市寒川町神前）
- 香川県道37号三木津田線（さぬき市寒川町神前）

## 地理

### 通過する自治体
- さぬき市

### 交差する道路
| 交差する道路                                                               | 交差する場所 | 交差する場所          |
| -------------------------------------------------------------------------- | ------------ | --------------------- |
| 香川県道10号高松長尾大内線                                                 | 大川町富田西 | 田辺池南交差点 / 起点 |
| 香川県道264号田面富田西線                                                  | 大川町富田西 | 筒野西交差点          |
| 香川県道141号石田東志度線 重複区間起点                                     | 寒川町神前   |                       |
| 香川県道37号三木津田線 重複区間起点                                        | 寒川町神前   |                       |
| 香川県道37号三木津田線 重複区間終点 香川県道141号石田東志度線 重複区間終点 | 寒川町神前   | 神前小学校北交差点    |
| 国道11号                                                                   | 鴨庄         | 鴨庄交差点 / 終点     |

### 交差する鉄道
- 高徳線

### 沿線
- さぬき市立さぬき南中学校
- JR四国高徳線 神前駅
- さぬき市立神前小学校